# Asaf Jah VI

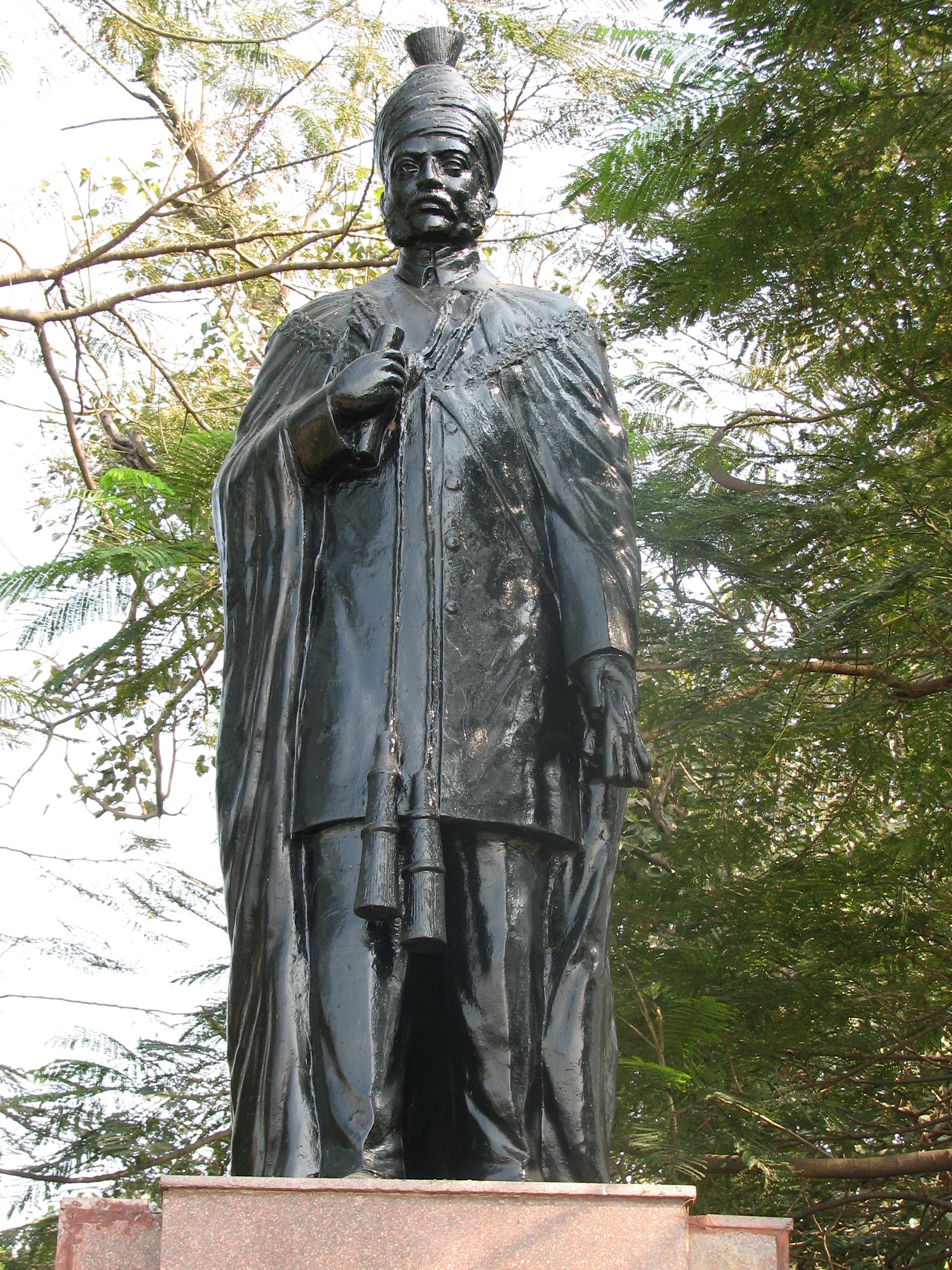

Rustam-i-Dauran Arustu-i-Zaman Wal Mamaluk Asaf Jah VI Muzaffar al-Mamaluk Nizam al-Mulk Nizam al-Daula Nawab Mir Mahbub Ali Khan Bahadur Sipahsalar Fath Jang (Hyderabad 17 d'agost de 1866 - 29 d'agost de 1911) fou nizam d'Hyderabad.
Era fill d'Asaf Jah V al que va succeir quan va morir el 28 de febrer de 1869 pujant al musnad formalment el 29 de febrer de 1869 amb menys de 3 anys, sota un consell de regència dirigit pel ministre Salar Jang I amb Shams al-Umara com a corregent i el resident com assessor per afers importants. A la mort del corregent Shams al-Umara el 1877 el va succeir el seu germanastre Nawab Vikar al-Umara que va morir el 1881 i Salar Jang I va restar com únic regent i administrador fins a la seva mort el 1883.
Asaf Jah va rebre plens poder en arribar a la majoria el 5 de febrer de 1884 (18 anys) i va ser nomenat cavaller de l'orde de l'estrella de l'Índia el 17 de novembre de 1884 (5 de febrer de 1885). Va nomenar Salar Jang II com a ministre (el 1888 el va succeir Sir Asman Jah) i el 1892 va anunciar una gran reforma normativa del govern coneguda com a "Qanunche Mubarick" o Kanuncha-i-Mubarak (El codi dels bons auspicis) i es va establir un consell format per tots els ministres de l'estat.
El 1893 Sir Vikar al-Umara va esdevenir ministre principal. Maharaja Sir Kishen Prasad Bahadur, el Peshkar, fou nomenat ministre el 1901. Hyderabad va signar un tractat el 5 de novembre de 1902 pel que els Districtes Assignats (Districtes Cedits) de Berar foren cedits als britànics a canvi del pagament de 25 lakhs i poc després aquestos districtes foren units a les Províncies Centrals per formar les Províncies Centrals i Berar. Fou cavaller de l'orde del Bany el 3 de desembre de 1902. Va rebre dret a la salutació de 21 canonades (el primer musulmà que la va obtenir).
El 28 de setembre de 1908 Hyderabad va patir desastroses inundacions del riu Musi. El nizam fou nomenat tinent general honorari (1910); afectat d'un atac de paràlisi va morir a Hyderabad el 29 d'agost de 1911 als 46 anys. Es va casar el 1883 amb Amat uz-Zahra Begum Sahiba, Madar-i-Deccan (+ 1929) i més tard amb Ujjala Begum Sahiba, Rahat Begum Sahiba, Sardar Begum Sahiba (+ 1950) i Umda Begum Sahiba, i va tenir 7 fills i sis filles. Havent mort (1887) el seu fill gran el va succeir el seu segon fill Asaf Jah Muzaffar-ul-Mamalik Nizam-ul-Mulk Nizam-ud-Daula Nawab Mir Sir Osman Ali Khan Bahadur Fath Jang Asaf Jah VII.